# Orthosia aoyamensis
Orthosia aoyamensis är en japansk fjärilsart som beskrevs av Matsumura 1926. Arten ingår i släktet Orthosia och familjen nattflyn. Inga underarter finns listade i Catalogue of Life.